# Некрашас, Юстинас Мотеяус
Юстинас Мотеяус Некрашас (род. 2 октября 1927, Каунас — ум. 10 ноября 1997, Вильнюс) — литовский инженер-энергетик, партийный и политический деятель.

## Биография
В 1943 году окончил начальную школу Шанцяя, в 1947 году — Каунасский политехникум, в 1955 г. - Каунасский политехнический институт .
В 1947-1955 гг. — инженер-инспектор, дежурный инженер, заместитель начальника котельного цеха Петрашюнской ТЭС. В 1955-1957 гг. — директор Рекувской ТЭС.
В 1957 году — председатель Шяуляйского горисполкома.
С 1957 года — первый заместитель начальника энергоуправления Совнархоза Литовской ССР, с 1958 года — начальник управления.
В 1962- 1971 гг. — начальник Главного производственного управления энергетики и электрификации при Совете Министров Литовской ССР.
В 1971-1980 гг. — заместитель Министра энергетики и электрификации СССР, по совместительству с 1972 года — главный редактор журнала «Энергетик».
Во время работы в Москве при его посредничестве и руководстве были построены Литовская электростанция, Игналинская атомная электростанция, Вильнюсская ТЭЦ-3, Круонисская гидроаккумулирующая электростанция, Каунасская теплоэлектростанция и многие другие энергетические объекты.
С 1980 г. — начальник Главного управления энергетики и электрификации Литовской ССР. В 1987 году командирован на Кубу, где работал консультантом по энергетике у министра промышленности Кубы.
В 1963-1971 гг. и с 1985 г. депутат Верховного Совета Литовской ССР.
Ю. Некрашас создал мощную, уникальную энергетическую систему, воспитал национальную команду высококвалифицированных специалистов, позаботился об их развитии. Активно участвовал в международной деятельности энергетической отрасли и с энтузиазмом внедрял передовые инновации в литовской энергетической отрасли . Умер после тяжелой болезни.
Похоронен в Вильнюсе на Антакальнисском кладбище.